# ARBRES

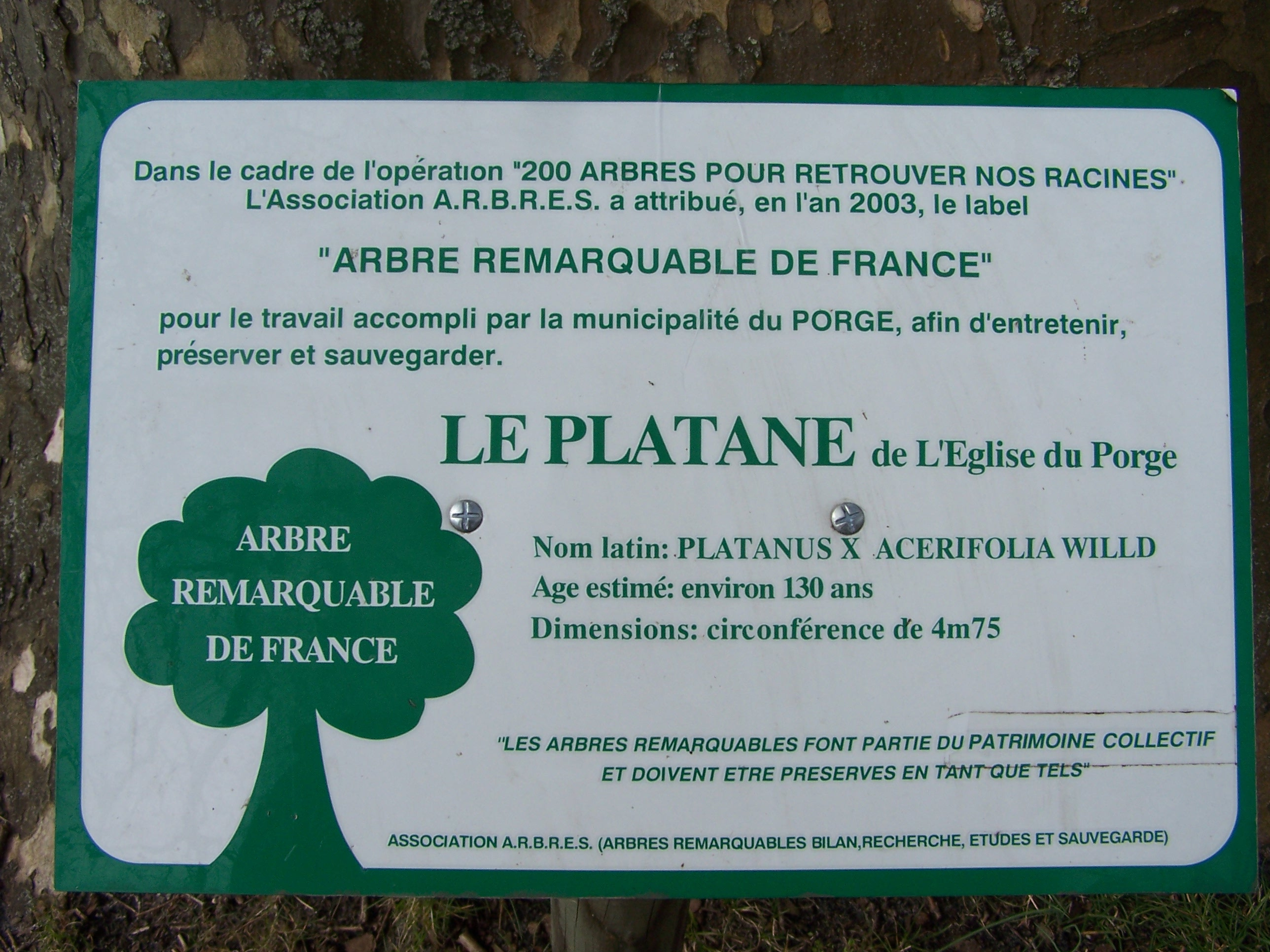
La placa « Arbre Remarquable de France » sobre un árbol distinguido

La asociación A.R.B.R.E.S. (literalmente, ÁRBOLES), acrónimo de Arbres remarquables : bilan, recherche, études et sauvegarde (Árboles notables: evaluación, investigación, estudios y salvaguarda), es una asociación ley de 1901 creada en 1994 en Francia cuyos objetivos son la identificación, estudio y salvaguarda de los árboles notables en Francia.

## Presentación
Desde el año 2000, la asociación atribuye la etiqueta « Arbre remarquable de France » con la intención de honrar, proteger y valorar los principales árboles notables de Francia. Se está creando una lista limitada sobre 200 árboles siguiendo unas determinadas especificaciones. Los municipios, las autoridades locales, propietarios públicos y privados que reciben esta etiqueta son comprometidos por un acuerdo de asociación, para mantener, proteger y mejorar el árbol distinguido, considerado como patrimonio natural y cultural.
La asociación A.R.B.R.E.S. y la Office national des forêts (ONF) han establecido un acuerdo de colaboración desde el año 2002 para trabajar conjuntamente en un proceso de preservación y reconocimiento del valor de los árboles notables en el territorio francés. El « Chêne Cuve » (Roble Cuve) en forêt domaniale de Brotonne, ha sido etiquetado en 2007.

## Publicaciones
La asociación ha publicado en 2009 un guide des arbres remarquables de France que contiene 478 entradas.
- A.R.B.R.E.S. (junio de 2009). Guide des arbres remarquables de France (en francés). Édisud. ISBN 978-2-74490821-7.

Publica un boletín trimestral titulado La Feuille d'arbres.